# 腓特烈四世 (萊格尼察)
腓特烈四世（Friedrich IV. von Liegnitz，1552年4月20日—1596年3月27日），萊格尼察公爵，腓特烈三世之子，屬於皮雅斯特西里西亞系家族。

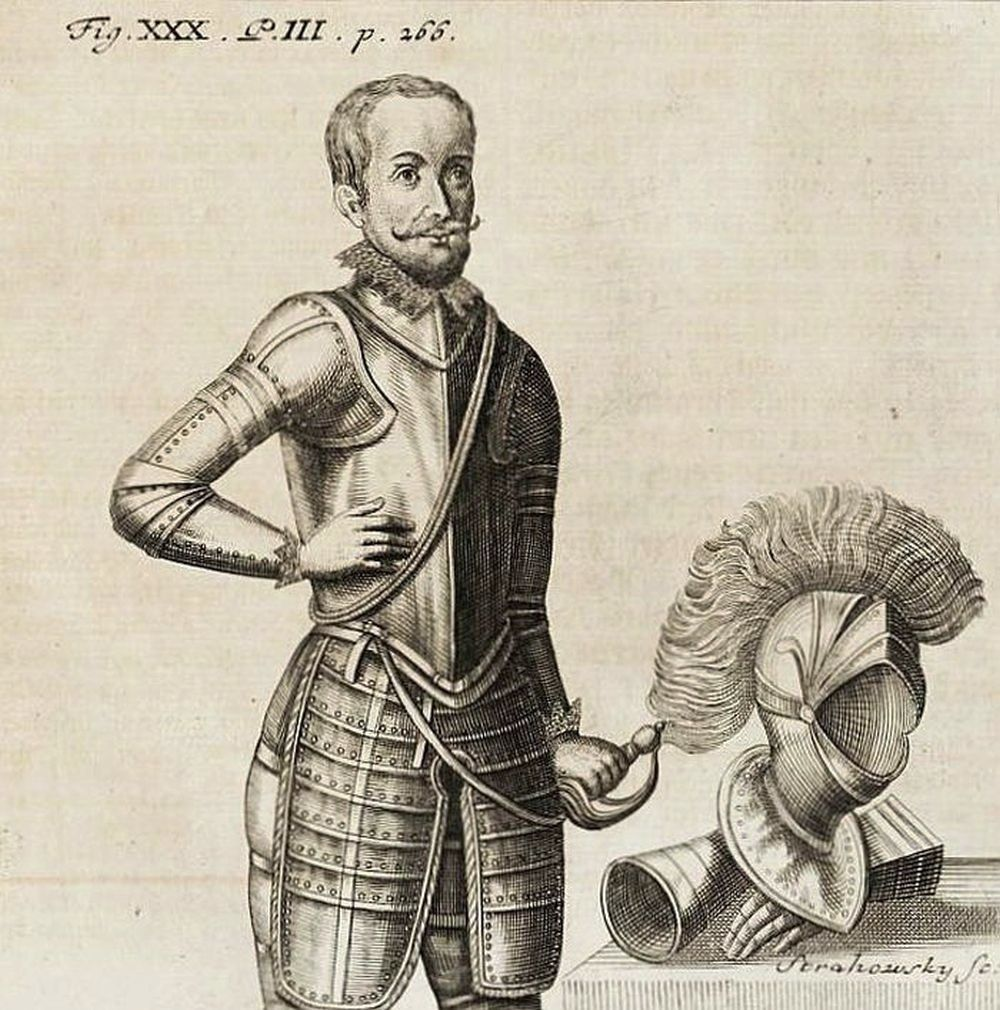
腓特烈四世

腓特烈四世於1596年去世，他的堂兄約阿希姆·腓特烈繼承他的頭銜和公國。